# Summer Girl
Summer Girl – szósty album studyjny zespołu Smash Mouth wydany dnia 19 września 2006 roku na całym świecie. Singlami promującymi płytę były piosenki „So Insane” i „Story of My Life”. Piosenka „Everyday Superhero” znalazła się na soundtracku do filmu Pacyfikator oraz została użyta w kilku reklamach w Stanach Zjednoczonych.

## Spis utworów
Lista według źródła:
1. „The Crawl” – 3:20
2. „Everyday Superhero” – 3:28
3. „So Insane” – 2:55
4. „Girl Like You” – 2:22
5. „Getaway Car” – 2:40
6. „Story of My Life” – 3:21
7. „Right Side, Wrong Bed” – 3:13
8. „Summer Girl” – 2:28
9. „Hey L.A.” – 2:29
10. „Quality Control” – 3:17
11. „Beautiful Bomb” – 1:49